# Chlamydiose
Chlamydiosen sind durch verschiedene Chlamydien (bestimmte Bakterienarten) verursachte Infektionskrankheiten. Sie betreffen das Auge (als Trachom), die Atemwege und die Lunge (als Pneumonie) und den Urogenitaltrakt (Harn- und Geschlechtsorgane) als sexuell übertragene Krankheit.
Von genitalen Chlamydien-Infektionen sind überwiegend Jugendliche und junge Erwachsene im Alter von 15 bis 24 Jahren betroffen. Urogenitale Chlamydien-Infektionen verlaufen häufig ohne Symptome. Unbehandelt können sie bei 10–40 % der Frauen eine aus dem Genitalbereich aufsteigende Infektion verursachen. Die Folge können chronische Schmerzen und eine Verklebung der Eileiter sein, die zu Unfruchtbarkeit oder Eileiterschwangerschaften führen kann.

## Krankheitserreger
Chlamydiosen werden durch Infektion mit Chlamydien verursacht. Darunter versteht man eine Gruppe von gramnegativen Bakterien aus der Familie Chlamydiaceae, die entweder der Gattung Chlamydia oder Chlamydophila angehören. Typisch für diese Bakterien ist, dass sie sich nur in der Zelle vermehren können, da sie auf den Energiestoffwechsel (die ATP-Synthese) der Wirtszelle angewiesen sind. Für den Menschen pathogen (krankmachend) sind vor allem diese Arten: Chlamydia trachomatis, Chlamydophila psittaci und Chlamydophila pneumoniae.

## DurchChlamydia trachomatisverursachte Krankheiten
Die Serotypen A bis C von Chlamydia trachomatis sind die Krankheitserreger des Trachoms, die Serotypen D bis K rufen Infektionen der Harn- und Geschlechtsorgane hervor, aber auch eine als Paratrachom bezeichnete Konjunktivitis (Bindehautentzündung), auch Schwimmbadkonjunktivitis genannt. Die Serotypen L1 bis L3 von C. trachomatis verursachen das Lymphogranuloma venereum.

### Trachom
Das Trachom ist eine chronische Infektion der Bindehaut und der Hornhaut des Auges und eine häufige Ursache für Erblindung weltweit. Die Weltgesundheitsorganisation (WHO) schätzt, dass etwa 21,4 Millionen Menschen am Trachom erkrankt sind, von denen 1,2 Millionen bereits erblindet und 2,2 Millionen sehbehindert sind. Das Trachom tritt fast ausschließlich in tropischen Ländern unter mangelhaften hygienischen Verhältnissen auf. Die Serotypen A bis C von C. trachomatis sind die Erreger dieser Krankheit.

### Urogenitalinfektionen

#### Verbreitung
Nach Angaben der WHO ist eine Infektionen des Urogenitaltrakts durch C. trachomatis weltweit die zweithäufigste sexuell übertragbare Krankheit (nach Infektionen durch Trichomonas vaginalis). Nach durch das Robert Koch-Institut (RKI) ausgewerteten Studien wird die Prävalenz (Krankheitshäufigkeit) in Deutschland auf 4,4 % bei sexuell aktiven 17-jährigen Frauen, 4,5 % bei 18- bis 19-jährigen Frauen und 4,9 % bei 25- bis 29-jährigen Männern geschätzt. Bei Mädchen und jungen Frauen besteht ein Informationsdefizit bezüglich der Übertragung von Geschlechtskrankheiten, eine Reihenuntersuchung in Berlin ergab bei 10 % der 17-Jährigen eine Chlamydien-Infektion. Jährlich treten rund 100.000 Fälle auf. Damit ist in Deutschland eine Infektionen des Urogenitaltrakts durch C. trachomatis die häufigste sexuell übertragbare Infektion. 2010 wurden in Österreich 1.085 Fälle gemeldet.
In der Europäischen Union sind Chlamydien die häufigsten Verursacher sexuell übertragbarer Erkrankungen, 2010 gab es 344.491 gemeldete Fälle (in 22 EU-Mitgliedsstaaten plus Island und Norwegen). Allerdings gibt es nicht aus allen Mitgliedsstaaten bestätigte Daten, da zum Teil keine Meldepflicht für die Krankheit besteht. Dies trifft auf Deutschland, Frankreich, Italien, Portugal und Tschechien zu. Die Erkrankungsrate in Europa liegt bei 186 Fällen pro 100.000 Einwohner. In Island gab es die höchste Erkrankungsrate mit 691 Fällen pro 100.000 Einwohner, gefolgt von Dänemark und Norwegen mit 505 bzw. 464 Fällen pro 100.000 Einwohner.
Die gemeldeten Fälle betreffen zum großen Teil (ungefähr 75 %) Jugendliche und junge Erwachsene im Alter von 15 bis 24 Jahren, bei ihnen beträgt die Erkrankungsrate 821 Fälle pro 100.000 Einwohner. Junge Frauen sind stärker betroffen als junge Männer, dieses Ergebnis lässt sich vermutlich darauf zurückführen, dass die eingeführten Überwachungsprogramme bevorzugt junge Frauen – insbesondere Schwangere – ansprechen. Sofern Daten zum Übertragungsweg erhoben wurden, bestätigt deren Auswertung, dass es sich um eine sexuell übertragbare Krankheit handelt. In 94,9 % erfolgte die Übertragung zwischen Heterosexuellen, bei 4,96 % der Fälle zwischen homosexuellen Männern.

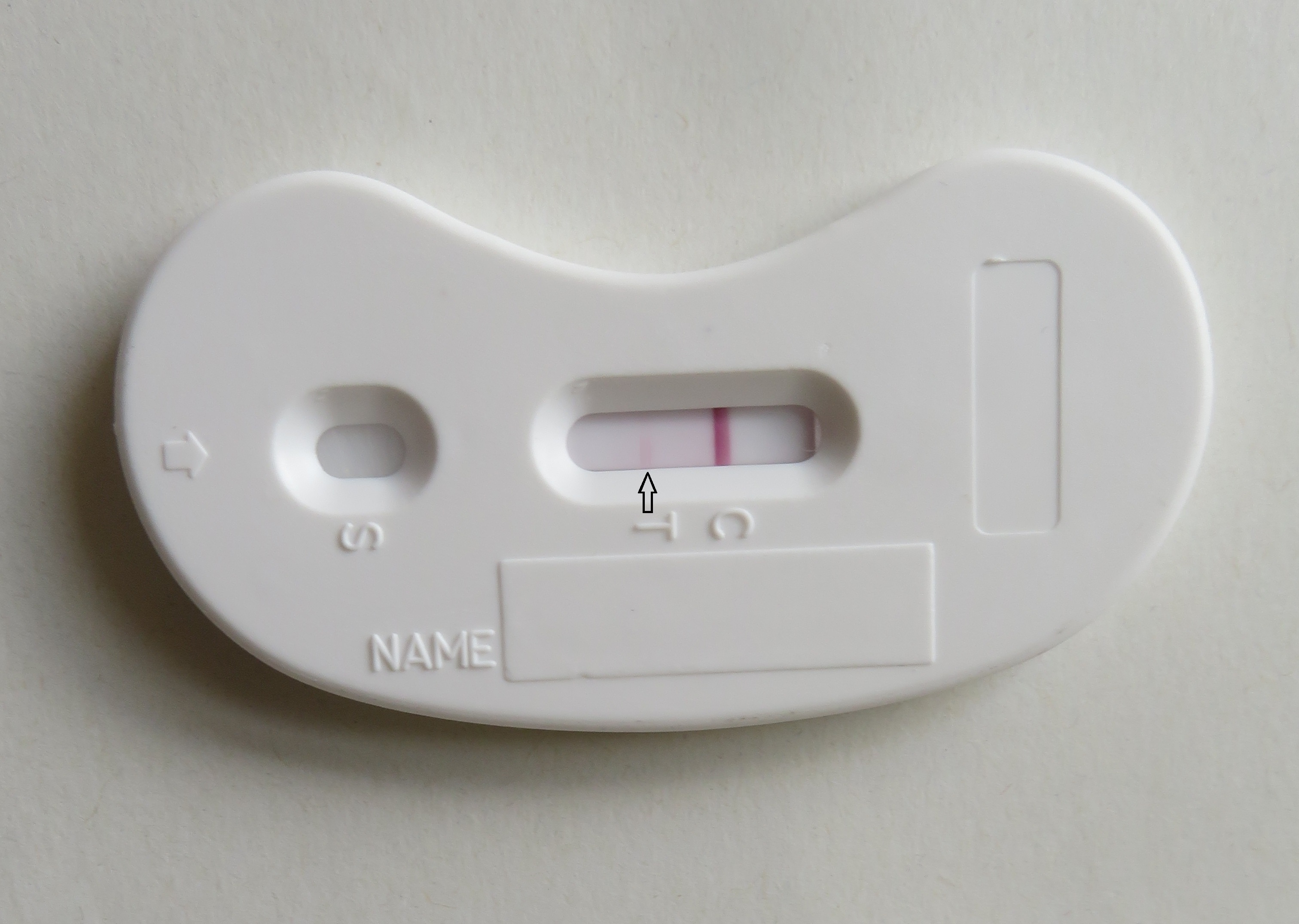
Chlamydien-Schnelltest mit Abstrich vom Cervix uteri. Der sehr schwach ausgeprägte Teststreifen T zeigt die Antigen-Antikörper-Reaktion.

Die frühzeitige Erkennung und Behandlung der Chlamydien-Infektionen sind wichtig zur Prävention der möglichen schwerwiegenden Folgeerscheinungen. Seit 1995 können in Deutschland Frauen im Rahmen der Schwangerschaftsvorsorge (auch vor einem geplanten Schwangerschaftsabbruch) einen kostenlosen Chlamydien-Test im Rahmen eines Screenings durchführen lassen, um ggf. eine Antibiotika-Behandlung zu ermöglichen und damit eine Übertragung auf das Kind bzw. eine Ausbreitung im Körper der Mutter zu verhindern. Seit 2008 können sich alle Frauen unter 25 Jahren freiwillig und kostenlos auf Chlamydien untersuchen lassen. Seit Einführung des Infektionsschutzgesetzes 2001 sind von den sexuell übertragbaren Krankheiten (auch als STD oder STI abgekürzt) nur noch Syphilis und HIV meldepflichtig (für Chlamydien bestand allerdings auch nach dem Gesetz zur Bekämpfung der Geschlechtskrankheiten keine Meldepflicht). Um in Deutschland dennoch einen Überblick über die epidemiologische Situation der STIs zu behalten, wurde 2002 mit der Einrichtung eines Sentinel-Surveillance-Systems begonnen. Dazu wurden in allen Regionen Deutschlands Gesundheitseinrichtungen ausgewählt, die Daten zu STIs erfassen. Dazu gehören Gesundheitsämter, Fachambulanzen und niedergelassene Ärzte. Im Auftrag des Gemeinsamen Bundesausschusses hat das Robert Koch-Institut im Jahr 2010 das Chlamydia-trachomatis-Laborsentinel etabliert, um die Prävalenz der Chlamydien-Infektionen in Deutschland sowie die Abdeckung des Screenings für Frauen unter 25 Jahren besser abschätzen zu können. Bis Ende 2013 wurden Informationen zu fast 2,5 Millionen Chlamydien-Tests aus dem Zeitraum 1. Januar 2008 bis 31. März 2013 ausgewertet.

#### Ursachen und klinische Erscheinungen
Die Erreger (die Serotypen D bis K von C. trachomatis) können hauptsächlich beim Geschlechtsverkehr übertragen werden. Die Infektion verläuft bei etwa 80 % der Frauen und bei etwa 50 % der Männer ohne Symptome.
Unbehandelt können Chlamydien bei 10–40 % der Frauen eine aus dem Genitalbereich aufsteigende Infektion verursachen. Bei der Frau kann eine Entzündung der Harnröhre (Urethritis) und der Bartholinschen Drüsen erfolgen. Daneben befällt der Erreger die Schleimhaut des Gebärmutterhalses und wandert dann die weiblichen Geschlechtsorgane hoch über die Gebärmutter bis zu den Eileitern. Dabei können Entzündungen des Gebärmutterhalses (Zervizitis), der Gebärmutterschleimhaut (Endometritis) und der Eileiter (Salpingitis) auftreten. Bei einer Zervizitis tritt häufig vaginaler Ausfluss auf.
Durch die Infektionen sind weitere Komplikationen möglich, durch die Salpingitis können die Eileiter verkleben und so zur Sterilität (Unfruchtbarkeit) der Frau führen. Außerdem können verklebte Eileiter verhindern, dass ein befruchtetes Ei die Gebärmutter erreicht. Dies begünstigt sogenannte Extrauteringraviditäten (Schwangerschaften außerhalb der Gebärmutter), z. B. Eileiterschwangerschaften. Die Ausbreitung der Entzündung im kleinen Becken (PID, pelvic inflammatory disease) führt zusätzlich zu chronischen Schmerzen im Unterbauch. Eine breit angelegte Studie in Uppsala (Schweden) zeigt, dass das Risiko der Unfruchtbarkeit nach einer genitalen Chlamydieninfektion bei etwa 7 % liegt, das Risiko für PID bei etwa 6 % und das einer Eileiterschwangerschaft bei etwa 3 %.
Infektionen in der Schwangerschaft fördern Frühgeburten. Wenn eine mit C. trachomatis Serovar D bis K genital infizierte Mutter ein Kind zur Welt bringt, kann sie ihr Neugeborenes unter der Geburt infizieren: Bindehautentzündung (vergleiche Paratrachom) und Pneumonie (Lungenentzündung) sind die Folge. Eine Lungenentzündung ist möglich, falls das Neugeborene während der Geburt erregerhaltiges Vaginalsekret aspiriert.
Beim Mann treten Entzündungen der Harnröhre (Urethritis), Entzündungen der Prostata (Prostatitis) und der Nebenhoden (Epididymitis) mit der möglichen Folge einer Sterilität auf. Infizierte Männer haben in der Regel Schmerzen beim Urinieren sowie einen eitrigen Ausfluss. Als Folge der akuten Infektion kann es zur Arthritis in verschiedenen Gelenken, zur Tendovaginitis (Sehnenscheidenentzündung) und in seltenen Fällen auch zum Reiter-Syndrom kommen.
Es gibt auch Hinweise darauf, dass eine bestehende Chlamydieninfektion die Ansteckung mit anderen sexuell übertragbaren Krankheiten, einschließlich der Infektion mit HIV, bei ungeschütztem Geschlechtsverkehr erleichtern kann.
Bei ungeschütztem oralem oder analem Verkehr kann es auch zu einer Chlamydieninfektion des Rachens (Pharyngitis) bzw. des Rektums (Proktitis) kommen. Diese Infektionen verlaufen meistens ohne Beschwerden und werden daher nur sehr selten entdeckt. Die Infektionen heilen zwar meistens nach einigen Wochen komplikationslos aus, stellen bis dahin aber ein Infektionsrisiko dar.

#### Untersuchungsmethoden
Die Diagnose erfolgt meist durch Nachweis spezifischer DNA in Abstrichen oder Urinproben mittels Polymerasekettenreaktion (PCR). Gegebenenfalls müssen Abstriche der Rektum- und Rachenschleimhaut untersucht werden. Die direkte Kultivierung der Erreger ist sehr aufwändig. Eine gleichzeitige Infektion mit anderen sexuell übertragbaren Krankheiten (beispielsweise mit Neisseria gonorrhoeae) ist nicht selten, so dass auch auf diese untersucht werden sollte.

#### Behandlung
Chlamydien-Infektionen sind mit Antibiotika gut behandelbar. Für die Therapie geeignet sind Tetracycline (Doxycyclin) und Makrolide wie Erythromycin und Azithromycin, eingeschränkt auch Chinolon-Antibiotika. β-Lactam-Antibiotika wie Penicillin sind aufgrund der fehlenden Zellwand völlig unwirksam. Der oder die Partner müssen mitbehandelt werden, ggf. auch auf Verdacht, sonst ist eine Reinfektion aufgrund des Ping-Pong-Effekts unvermeidlich. Einige Wochen nach Abschluss der Therapie sollte noch einmal untersucht werden, da häufig Rezidive auftreten.

#### Vorbeugung
Kondome schützen auch vor der Infektion mit Chlamydien, regelmäßiges Screening der Schwangeren auf Chlamydiose schützt vor vermeidbaren Frühgeburten und Infektion des Neugeborenen.
Die frühzeitige Erkennung und Behandlung der Chlamydien-Infektionen sind wichtig zur Prävention der möglichen schwerwiegenden Folgeerscheinungen. Seit 1995 können schwangere Frauen sowie Frauen vor einem geplanten Schwangerschaftsabbruch einen kostenlosen Chlamydien-Test als Screening durchführen lassen. Seit 2008 können sich alle Frauen unter 25 Jahren freiwillig und kostenlos auf Chlamydien untersuchen lassen. Auch Schnelltests für eine Untersuchung zu Hause sind erhältlich.

### Paratrachom
→ Siehe auch Paratrachom (Einschlusskörperchenkonjunktivitis)
Ebenfalls von den Serotypen D bis K von C. trachomatis kann eine Konjunktivitis (Bindehautentzündung) verursacht werden, die auch als Einschlusskonjunktivitis bezeichnet wird. Es kommt zu Eiterbildung in der Bindehaut, die aber meist komplikationslos ausheilt. In Deutschland verursachten in einigen Fällen C. trachomatis dieser Serotypen durch Übertragung im Badewasser eine akute Bindehautentzündung. Dafür ist der Name Schwimmbadkonjunktivitis geprägt worden. Durch unzureichende Chlorung des Wassers können Chlamydien aus dem Genitalbereich der Badegäste überleben. Auch sexuelle Gewohnheiten der Patienten werden als Infektionsursache vermutet.
Auch die bei Neugeborenen auftretende Bindehautentzündung (Ophthalmia neonatorum) zählt hierzu, wenn die infizierte Mutter ihr Kind durch die Geburt im Geburtskanal ansteckt. Für die Behandlung einer Einschlusskonjunktivitis werden Antibiotika – meist Tetracycline – lokal angewendet.

### Lymphogranuloma venereum
Auch hierbei handelt es sich um eine sexuell übertragbare Erkrankung. Verursacht wird sie durch die Serotypen L1 bis L3 von C. trachomatis. Am Infektionsort entwickelt sich zunächst ein oberflächliches Geschwür (Primärläsion), nach 10 bis 30 Tagen kommt es zu schmerzhaften Schwellungen der Lymphknoten (Bubo) in der Leistengegend, die aufbrechen können. Durch Narbenbildung kann es zu Lymphknoteneinschmelzungen kommen. Wenn keine Behandlung erfolgt, kann es als Spätfolge zu Verschluss der Lymphbahnen mit Stauungszeichen bis hin zur Elephantiasis kommen. Diese Erkrankung ist in Mitteleuropa sehr selten und hauptsächlich in Asien, Afrika, Südamerika und der Karibik verbreitet. Wie bei den Genitalinfektionen erfolgt eine systemische Therapie mit Antibiotika.

## DurchChlamydophila psittaciverursachte Krankheiten
Erkrankungen durch Chlamydophila psittaci sind weltweit verbreitet, sie treten in Deutschland nur selten auf (2007: 72 Erkrankungen, 2008: 86 Erkrankungen). Es handelt sich um eine Zoonose, die Infektion des Menschen erfolgt durch Tiere, in diesem Fall vor allem durch Vögel. Wenn die Infektion über Papageienvögel (Psittaciformes) erfolgt, spricht man auch von Psittakose (Psittacose, Papageienkrankheit).
Eine Übertragung von Mensch zu Mensch wurde bisher nicht nachgewiesen. Die Vögel scheiden den Erreger mit dem Kot aus, infizierte Vögel können schwer krank sein, aber auch völlig gesund wirken. Die Infektion des Menschen erfolgt durch Einatmen von erregerhaltigem Staub, wie er beispielsweise beim Entfernen von Vogelkot entsteht. Der Infektionsort ist dann der Atmungsapparat (Respirationstrakt) und führt zu einer atypischen Pneumonie (Lungenentzündung), durch Ausbreitung können aber auch andere Organe betroffen sein. Die Schwere der Erkrankung reicht von sehr leichten bis hin zu tödlichen Verläufen.
Nach § 7 des Infektionsschutzgesetzes besteht eine Meldepflicht für den positiven Erregernachweis durch das nachweisende Labor mit namentlicher Meldung des Patienten. Erkrankungen bei Rindern, Schafen, Ziegen und Geflügel (einschließlich Tauben) sind nach der Verordnung über meldepflichtige Tierkrankheiten ebenfalls meldepflichtig (siehe Tierseuche).
In der Schweiz ist die Chlamydiose der Vögel eine zu bekämpfende und somit meldepflichtige Tierseuche.

## DurchChlamydophila pneumoniaeverursachte Krankheiten
Chlamydophila pneumoniae ist eine häufige Ursache respiratorischer Infektionen (Atemwegserkrankungen) des Menschen. Der Erreger ist weltweit verbreitet, das Erregerreservoir ist der Mensch. 5 bis 15 % aller außerhalb des Krankenhauses (ambulant) erworbenen Pneumonien werden durch C. pneumoniae verursacht. Bei etwa 60 % der 51- bis 60-jährigen sind Antikörper gegen C. pneumoniae nachweisbar. Es ist davon auszugehen, dass jeder Mensch mindestens einmal in seinem Leben Kontakt mit dem Erreger hat.
C. pneumoniae wird durch Tröpfcheninfektion von Mensch zu Mensch übertragen. Die Folge ist in der Regel eine eher milde verlaufene Pneumonie. Es kann auch zu Entzündungen der Nebenhöhlen (Sinusitis), des Rachens (Pharyngitis) und der Bronchien (Bronchitis) kommen. Prinzipiell können alle Symptome auftreten, die auch durch eine Infektionen mit C. psittaci verursacht werden. Die Infektion führt zu einer Antikörperbildung, die lange nachgewiesen werden kann. Eine länger andauernde Immunität entsteht dadurch nicht.

## Weitere durch Chlamydien verursachte Krankheiten
Bei Schafen und Ziegen verursacht der Erreger Chlamydophila abortus den Chlamydienabort. Es handelt sich um eine Zoonose, die Infektion des Menschen durch Tiere ist möglich.
Chlamydophila felis ist der bakterielle Erreger des Katzenschnupfens, genauer gesagt der Felinen Chlamydiose, die in Einzelfällen auch auf den Menschen übertragen wird.
Simkania negevensis ist eine 1999 in Israel entdeckte Bakterienart, die zwar nicht zur Familie der Chlamydiaceae, aber zur Ordnung der Chlamydiales gehört und daher aus medizinischer Sicht auch zu den Chlamydien gezählt wird. Der Krankheitserreger tritt ebenfalls bei respiratorischen Infektionen bei Kindern auf und verursacht ambulant erworbene Pneumonie bei Erwachsenen. Auch in Deutschland konnte der Erreger schon nachgewiesen werden.